# Mantenay-Montlin
Mantenay-Montlin település Franciaországban, Ain megyében. Lakosainak száma 320 fő (2022. január 1.). Mantenay-Montlin Courtes, Lescheroux, Saint-Jean-sur-Reyssouze, Saint-Julien-sur-Reyssouze, Saint-Nizier-le-Bouchoux, Saint-Trivier-de-Courtes és Servignat községekkel határos.

## Népesség
A település népességének változása:
| Lakosok száma | 319  | 252  | 256  | 276  | 309  | 308  | 313  | 312  | 310  | 320  |
|               | 1968 | 1982 | 1990 | 2006 | 2013 | 2015 | 2017 | 2019 | 2020 | 2022 |